# 李昇眞
李 昇眞（イ・スンジン、韓国語：이 승진、1995年1月7日 - ）は、大韓民国の京畿道水原市出身のプロ野球選手（投手）。

## 経歴

### アマチュア時代
高校2年生の時から本格的に試合に出場し始め、先発としての役割が多かった。
しかし3年生になると肘の故障に悩まされて多くのイニングを消化できず、2次7ラウンドでSKの指名を受けて入団した。

### SK時代
2014年にSKワイバーンズに入団した。しかし同年から2年間は怪我の影響で一軍出場はなかった。
2016年に兵役のため尚武と契約。2017年に除隊された。
2018年5月1日、三星ライオンズとの遠征第1戦で一軍初試合を迎えた。金周瀚からの継投として9回に登板し、1回1奪三振無失点投球を披露し、すっきりとしたピッチングでプロデビューを終えた。
同年6月23日にはKTウィズ戦でデビュー初先発投手として登板した。5イニングで合計60球を投げ、5安打2失点1奪三振と好投した。6回に金泰勳にマウンドを渡した。なお勝利投手の権限は持っていたが、リリーフした金泰勳らが炎上したため初勝利とはならなかった。
2019年は振るわず、17試合の出場にとどまった。

### 斗山時代
2020年5月29日、その日のSKの試合の真っ最中に李興練とのトレードが発表された。移籍後の背番号はそれまで李興練がつけていた55。
6月3日のKTウィズ戦で移籍後初出場。3番手として登板し、四球1つだけ与え無失点で1イニングを防いだ。
9月24日の三星ライオンズ戦では崔源峻の継投を受けて7回から登板。2イニング無失点3奪三振の好投を見せると、直後に味方が金宰煥の適時打などで先制。チームがこのまま逃げ切ったことでプロ初勝利を記録した。またこの試合では降板後にリリーフした李映河もプロ初セーブを挙げている。
2021年6月4日の対SSGランダース戦では負傷した金江栗の代役として9回裏2アウトの場面から登板。満塁のピンチを招くが崔廷をセカンドフライに抑えて自身初のセーブを記録した。

## プレースタイル・人物
大きく割れるカーブが魅力的である。他にもストレートのほか、スライダー、チェンジアップも投げる。
2020年の間にチームメイトだった呉在一は同じ高校の遠い先輩に当たる。またトレード相手の李興練も同じ高校の出身。
金泰亨監督や鄭載勳投手コーチからはたびたび「頑張り屋」「練習を誰よりも熱心にする」と評価されており、実際に休憩時間でも宿泊しているホテルの廊下でシャドーピッチングをするなどの姿が目撃されている。

## 詳細情報

### 年度別投手成績
| 年 度    | 球 団    | 登 板 | 先 発 | 完 投 | 完 封 | 無 四 球 | 勝 利 | 敗 戦 | セ 丨 ブ | ホ 丨 ル ド | 勝 率 | 打 者 | 投 球 回 | 被 安 打 | 被 本 塁 打 | 与 四 球 | 敬 遠 | 与 死 球 | 奪 三 振 | 暴 投 | ボ 丨 ク | 失 点 | 自 責 点 | 防 御 率 | W H I P |
| -------- | -------- | ----- | ----- | ----- | ----- | -------- | ----- | ----- | -------- | ----------- | ----- | ----- | -------- | -------- | ----------- | -------- | ----- | -------- | -------- | ----- | -------- | ----- | -------- | -------- | ------- |
| 2018     | SK       | 34    | 2     | 0     | 0     | 0        | 0     | 1     | 0        | 0           | .000  | 189   | 41.1     | 41       | 6           | 20       | 1     | 4        | 37       | 6     | 0        | 25    | 21       | 4.57     | 1.48    |
| 2019     | SK       | 17    | 2     | 0     | 0     | 0        | 0     | 0     | 0        | 1           | ----  | 89    | 19.0     | 21       | 3           | 12       | 0     | 1        | 14       | 2     | 0        | 17    | 17       | 8.05     | 1.74    |
| 2020     | SK       | 33    | 5     | 0     | 0     | 0        | 2     | 4     | 0        | 5           | .333  | 228   | 51.1     | 55       | 3           | 22       | 1     | 2        | 54       | 0     | 0        | 33    | 32       | 5.61     | 1.50    |
| 2021     | 斗山     | 47    | 0     | 0     | 0     | 0        | 1     | 4     | 2        | 13          | .200  | 210   | 48.1     | 41       | 3           | 31       | 2     | 2        | 28       | 2     | 2        | 24    | 21       | 3.91     | 1.49    |
| 2022     | 斗山     | 35    | 0     | 0     | 0     | 0        | 3     | 1     | 0        | 2           | .750  | 140   | 31.1     | 35       | 5           | 12       | 0     | 1        | 29       | 0     | 1        | 25    | 23       | 6.61     | 1.50    |
| 2023     | 斗山     | 1     | 0     | 0     | 0     | 0        | 0     | 0     | 0        | 0           | ----  | 6     | 0.2      | 1        | 0           | 1        | 0     | 1        | 1        | 0     | 0        | 4     | 0        | 0.00     | 3.00    |
| KBO：6年 | KBO：6年 | 167   | 9     | 0     | 0     | 0        | 6     | 10    | 2        | 21          | .375  | 862   | 192.0    | 194      | 20          | 98       | 4     | 11       | 163      | 10    | 3        | 128   | 114      | 5.34     | 1.52    |

- 2024年度シーズン終了時

### 背番号
- 105 （2014年）
- 58 （2015年）
- 55 （2018年 - ）